# 惠特米爾冰原島峰
74°53′S 73°9′W / 74.883°S 73.150°W
惠特米爾冰原島峰（英語：Whitmill Nunatak），是南極洲的冰原島峰，位於帕爾默地，處於史密斯冰原島峰西南面9公里，屬於格羅森巴赫冰原島峰的一部分，美國地質調查局根據測量和該國海軍的空中照片繪入地圖，現時由南極條約體系管理。